# ラ・ヴィアンローズ (吉川晃司の曲)
「ラ・ヴィアンローズ」 (LA VIE EN ROSE) は、日本のシンガーソングライターである吉川晃司の楽曲。
1984年9月10日にSMSレコードから3枚目のシングルとしてリリースされた。作詞は売野雅勇、作曲は大沢誉志幸、編曲は大村雅朗が担当している。前作「サヨナラは八月のララバイ」（1984年）よりおよそ3か月ぶりのシングルであり2枚目のアルバム『LA VIE EN ROSE』（1984年）からの先行シングルとなった。
作曲者である大沢のデモテープの段階では歌謡曲のようなギターサウンドであったものを、吉川の意向によりキーボード主体のテクノポップ調の楽曲に変更された。オリコンシングルチャートでは最高位第4位となった。後に大沢自身によってセルフカバーされている。

## 制作、音楽性
作曲を担当した大沢誉志幸は、本楽曲のデモテープをリリースの3年前に制作しており、「自分には合わないから」という理由で吉川に提供した。本作を完成させた時、極めて洋楽的で日本語が非常に乗り難いメロディーラインであったため、「日本語詞を乗せるのは無理だろう」と思いながらも作詞家の売野雅勇に依頼したところ、売野が見事に日本語で歌詞を完成させたために作曲した大沢はその仕上がりを喜んでいたという。
大沢が制作したデモテープの段階ではアレンジが歌謡曲のようなギターサウンドであったが、吉川の意向でキーボード主体のアレンジとなった。吉川は当時テクノポップに惹かれていたためドラムスおよびベースは打ち込みで制作された。吉川は元々ギター小僧であったが、デビュー以降はテクノポップのクールな感覚とギターのワイルドさにソウルフルな歌のそれぞれがバランスよく混在した楽曲を目指して制作を行っており、本作によって自身の指向性を打ち出すことが出来たとも述べている。吉川は音楽性のバランスとして当時最も気に入っていたのはユーリズミックスであると述べている。吉川は後に「すごく好きな曲ですね」と述べた他、大沢が本作について「失敗したって言ってましたね。自分で歌えばよかった。お前なんかにやるんじゃなかった」と述べていたことを冗談交じりに話している。

## リリース、アートワーク、チャート成績
本作は1984年9月10日にSMSレコードから7インチレコードにてリリースされた。初回プレス分にはレコードジャケット大のステッカーが封入されていた。シングル盤のジャケットは海岸沿いに複数のビーチパラソルが並べられたものになっているが、それについて吉川は事務所社長が好んでいた映画『太陽がいっぱい』（1960年）のイメージから拝借されたと述べている。同映画には大量のパラソルが並べられているシーンがあり、本作の写真撮影が行われたサイパン島においても同様に社長自ら10本程度の旗を立てていたため、吉川は「同じことやってどうするんだよ」と批判的な印象を抱いたと述べている。また、本作において吉川としては初めて本格的なミュージック・ビデオが制作された。
本作のシングル盤はオリコンシングルチャートにおいて最高位第4位の登場週数20回で、売り上げ枚数は19.9万枚となった。TBS系音楽番組『ザ・ベストテン』（1978年 - 1989年）においては9月27日放送分にて本作が第6位で初登場となり、10月4日から10月18日放送分にかけて最高位となる第4位を記録、11月1日放送分に至るまで6週連続でランクインとなった。9月27日放送分では茨城県水戸市のライブ会場からの中継となり、機材やピアノの上に乗ることや客先に飛び込むなどの過激なパフォーマンスを行った。フジテレビ系音楽番組『夜のヒットスタジオ』（1968年 - 1985年）においては9月10日および10月15日放送分において本作を披露した。ソロ活動休止前の1988年12月16日には8センチCDにてシングルとして再リリースされた。
B面に収録された「Miss You」は、シングルリリース後にグリコ「カリフォルニアバー」のコマーシャルソングとして使用された。この反響が大きかった為、タイトル「Miss You」表記で両A面シングルとして別ジャケットで再リリースされた。同ジャケットのバージョンは当時のシングル・レコード盤のみでリリースされ、8センチCDシングルとしては再リリースされていない。「Miss You」のCD音源は前述の8センチCDシングルの他、限定販売アルバム『B-SIDE+』（2014年）のみの収録となっている。

## カバー
作曲者である大沢自身がライブで度々歌唱することや、アルバムにおいてもセルフカバーを行なっている思い入れのある楽曲であり、ライブのMCやラジオ番組などでも非常に気に入っている作品だと公言している。大沢と吉川はプライベートでも交流があり、大沢がパーソナリティを務めていたNHK-FM放送ラジオ番組『サウンドストリート』（1978年 - 1987年）においても吉川はゲスト出演している。大沢のカバーは以下のアルバムに収録されている。
- 『Collage』（1994年） - 大沢による編曲のコラージュバージョン 。大沢のシングル「1⁄2の神話」のカップリング曲としてもリリースされた。
- 『Season's greetings〜春〜』（2008年） - URUによる編曲のボサノババージョン。

その他、香港の歌手であるレスリー・チャン（張國榮）によって「不羈的風」のタイトルでカバーされている。

## シングル収録曲
| #         | タイトル               | 作詞      | 作曲       | 編曲      | 時間 |
| --------- | ---------------------- | --------- | ---------- | --------- | ---- |
| 1.        | 「ラ・ヴィアンローズ」 | 売野雅勇  | 大沢誉志幸 | 大村雅朗  | 3:45 |
| 2.        | 「Miss You」           | 三浦徳子  | 大村雅朗   | 大村雅朗  | 4:05 |
| 合計時間: | 合計時間:              | 合計時間: | 合計時間:  | 合計時間: | 7:50 |

## リリース日一覧
| No. | リリース日     | レーベル    | 規格      | カタログ番号 | 最高順位 | 備考                           |
| --- | -------------- | ----------- | --------- | ------------ | -------- | ------------------------------ |
| 1   | 1984年9月10日  | SMSレコード | 7インチ   | SM07-246     | 4位      | 初回プレス版のみステッカー付属 |
| 2   | 1988年12月16日 | SMSレコード | 8センチCD | MD10-3       | -        |                                |

## 収録アルバム
「ラ・ヴィアンローズ」
- 『LA VIE EN ROSE』（1984年）
- 『beat goes on』（1988年）
- 『TOO MUCH LOVE』（1992年）
- 『GOLDEN YEARS VOL.II』（1993年） - ライブ・バージョンを収録。
- 『GOLDEN YEARS VOL.III』（1996年） - ライブ・バージョンを収録。
- 『PASSAGE:K2 SINGLE COLLECTION 1984-1996』（1998年）
- 『Spirit×ナイフ 〜GOLDEN YEARS MILLENNIUM EDITION〜』（2000年） - ライブ・バージョンを収録。
- 『Thank You』（2004年） - リメイク・バージョンを収録。
- 『BEST BEST BEST 1984-1988』（2005年）
- 『Disco K2』（2007年） - リミックス・バージョンを収録。
- 『KEEP ON SINGIN'!!!!!〜日本一心〜』（2011年） - リメイク・バージョンを収録。

「Miss You」
- 『B-SIDE+』（2014年）